# 盧布揚卡 (布查區)
盧布揚卡（烏克蘭語：Луб'янка），是烏克蘭中北部基輔州布恰区布恰市镇内的村庄，面積44平方公里，海拔高度143米，人口数量为2,881人。